# Minopterus macrocneme
Miniopterus macrocneme é uma espécie de morcego da família Miniopteridae. Pode ser encontrada na Papua-Nova Guiné, Indonésia, Ilhas Salomão, Vanuatu e Nova Caledônia.